# Borova (Suhopolje)
Borova falu Horvátországban Verőce-Drávamente megyében. Közigazgatásilag Suhopoljéhoz tartozik.

## Fekvése
Verőce központjától 8 km-re délkeletre, községközpontjától 3 km-re délnyugatra, Nyugat-Szlavóniában, a Drávamenti-síkságon, a Bilo-hegység előterében és annak északi lejtőin fekszik. Főbb településrészei Kusmdč, Stara Borova (a falu régi része), Nova Borova (a falu újabb része), Jarak és Draga. A falut középtájon a Bilo-hegységben eredő, délről északra folyó Dabrovica-patak szeli át. A patak közelében találhatók a falu fontosabb intézményei, a szakrális épületek, az iskola és a horvát ház.

## Története
Az itt talált leletek alapján a Dabrovica-patak völgyében már a történelem előtti időben is éltek emberek, de vannak itt középkori településre utaló források is. A területen régészeti feltárás még nem történt.
A mai Borovát Hercegovinából, Montenegróból és Kelet-Boszniából érkezett szerbek alapították a 17. században. Nevét a lucfenyő szláv nevéből (bor) kapta valószínűleg azért, mert területe nagyrészt ilyen fákkal volt benőve. Miután 1684-ben Verőcét felszabadították a török uralom alól a 18. század folyamán Horvátország különböző részeiről valamennyi horvát lakosság is betelepült ide.
A települést az első katonai felmérés térképén „Dorf Borrovo” néven találjuk. Lipszky János 1808-ban Budán kiadott repertóriumában „Borovo” néven szerepel. Nagy Lajos 1829-ben kiadott művében „Borovo” néven 123 házzal, 79 katolikus és 698 ortodox vallású lakossal szerepel. Verőce vármegye Verőcei járásának része volt.
A településnek 1857-ben 765, 1910-ben 1.478 lakosa volt. 1910-ben a népszámlálás adatai szerint lakosságának 33%-a szerb, 29%-a horvát, 19%-a német, 13%-a magyar anyanyelvű volt. Az I. világháború után 1918-ban az új szerb-horvát-szlovén állam, majd később (1929-ben) Jugoszlávia része lett. A II. világháború idején az üldöztetés elől elmenekült német és magyar lakosság helyére a háború után horvátok és szerbek érkeztek. 1991-ben 959 főnyi lakosságának 47%-a horvát, 36%-a szerb nemzetiségű volt. 2011-ben a településnek 710 lakosa volt.

## Lakossága
| Lakosság változása | Lakosság változása | Lakosság változása | Lakosság változása | Lakosság változása | Lakosság változása | Lakosság változása | Lakosság változása | Lakosság változása | Lakosság változása | Lakosság változása | Lakosság változása | Lakosság változása | Lakosság változása | Lakosság változása | Lakosság változása |
| ------------------ | ------------------ | ------------------ | ------------------ | ------------------ | ------------------ | ------------------ | ------------------ | ------------------ | ------------------ | ------------------ | ------------------ | ------------------ | ------------------ | ------------------ | ------------------ |
| 1857               | 1869               | 1880               | 1890               | 1900               | 1910               | 1921               | 1931               | 1948               | 1953               | 1961               | 1971               | 1981               | 1991               | 2001               | 2011               |
| 765                | 930                | 1.042              | 1.247              | 1.270              | 1.478              | 1.292              | 1.241              | 1.184              | 1.199              | 1.221              | 1.203              | 1.042              | 959                | 810                | 710                |

## Nevezetességei
- A Legszentebb Istenanya Mennybevétele tiszteletére szentelt pravoszláv parochiális temploma 1742-ben épült. A templomot 1747-ben szentelte fel Sofronije Jovanović pakrác-szlavóniai ortodox püspök. A templomot 1942-ben az usztasák földig rombolták. Azóta az istentiszteleteket a parókia kápolnájában tartják. A borovai parókiához tartoznak Rezovác, Pčelić, Budanica és Gradina települések pravoszláv hívei.
- Szűz Mária tiszteletére szentelt római katolikus kápolnája a pravoszláv kápolna közelében áll. Az épület a II. világháborúban súlyosan megsérült, de helyreállították.

## Kultúra
A helyi kulturális élet fő szervezője a KUD „Branislav Nušić” szerb kulturális és művészeti egyesület. Az egyesületet eredetileg 1951-ben alapították, majd működése szünetelt. 1996-ban újraalapították. Ma mintegy 300 tagot számlál. Folklórcsoportja, gyermekcsoportja, tamburazenekara, képzőművészeti csoportja és színjátszó társulata működik.

## Egyesületek
A borovai önkéntes tűzoltóegyletet (DVD Borova) 1930-ban 44 taggal alapították. Ma 27 aktív és 230 támogató tagot számlál.

## Oktatás
A helyi oktatásról az első feljegyzés 1860-ból származik, amikor néhány gyerek írást, olvasást és számolást tanult a faluban, de a lányoknak még nem kellett iskolába járni. A régi iskola épületében 1874-ben indult meg az oktatás. Az iskolának két osztályterme volt és egy tanítói lakás is tartozott hozzá. 1880-tól az iskolát már a lányok is látogatták, de elkülönítve tanultak. 1950-ben már négy osztályban összesen 121 tanulóval zajlott az oktatás, de a következő időszakban a tanulók száma évről évre jelentősen csökkent. Az iskolák átszervezése során a suhopoljei elemi iskola területi iskolája lett. Az új iskolaépület 2006-ban épült fel. A legutóbbi adat szerint az iskolát 18 tanuló látogatta.

## Sport
Az NK Borova labdarúgóklubot 2011-ben alapították.